# K. Balachander
Kailasam Balachander (Presidencia de Madrás, 9 de julio de 1930 - Chennai, 23 de diciembre de 2014) fue un cineasta, dramaturgo y ocasional actor indio que trabajó principalmente en la industria cinematográfica en idioma tamil. Durante su carrera de cerca de cincuenta años, ganó nueve Premios Nacionales de Cine y trece Premios Filmfare por su labor como director de cine.

## Biografía

### Carrera
Balachander era reconocido por su estilo distintivo al momento de crear cine, y la industria cinematográfica de la India lo conocía como un maestro de los temas no convencionales y las temáticas contemporáneas más impactantes. Las películas de Balachander son populares por representar a las mujeres como personalidades audaces y personajes centrales en sus obras. Conocido popularmente como Iyakkunar Sigaram, sus películas suelen centrarse en relaciones interpersonales y temas sociales inusuales o complicados, reflejando en parte ciertos sectores de la sociedad india poco conocidos para el ojo público. Comenzó su carrera cinematográfica en 1964 como guionista y debutó en la silla del director con la película Neerkumizhi de 1965.
En una carrera que abarcó cerca de cincuenta años, contribuyó con casi cien películas en su país como guionista o director, convirtiéndose así en uno de los cineastas más prolíficos del país asiático. Además se le atribuye el mérito de haber formado a numerosos actores, en particular nombres como Nagesh, Sujatha, Kamal Haasan, Rajinikanth, Chiranjeevi, Jayaprada, Sridevi, Jayasudha, Saritha, Renuka, Nassar, Prakash Raj, Ramesh Aravind y Vivek, entre otros.
Durante su trayectoria cinematográfica, Balachander logró ganar nueve Premios Nacionales de Cine y trece Premios Filmfare. Fue honrado con el Padma Shri (1987), el cuarto premio civil más importante de la India, y el Premio Dadasaheb Phalke, el galardón cinematográfico más importante otorgado por el Gobierno del país asiático.
Fundó su propia casa de producción, Kavithalaya Productions, con la que se encargó de producir varias obras fílmicas. Además del tamil, realizó películas en otros idiomas como el télugu, el canarés y el hindi. Hacia el final de su carrera, dirigió algunas series de televisión y también hizo algunas apariciones esporádicas en largometrajes como actor.

### Plano personal
En 1956 se casó con la productora de cine Rajam Balachander mientras trabajaba en la Oficina del Contable General. La pareja tuvo dos hijos, Kailasam y Prasanna, y una hija, Pushpa Kandaswamy, que ha oficiado como presidenta de su empresa Kavithalaya Productions. Kailasam se desempeñó como empresario mientras que Prasanna, un contador público, es el director general y CEO de un banco de inversión líder en la India. Su hijo mayor, Bala Kailasam, falleció el 15 de agosto de 2014 por complicaciones con una neumonía, a los cincuenta y cuatro años. Era el jefe de la empresa de producción televisiva Minbinbangal, que produjo reconocidas series en tamil, entre ellas, Balachandarin Chinnathirai, Kaialavu Manasu, Rail Sneham y Marma Desam.

### Fallecimiento y legado
Tras una neurocirugía que se le practicó en noviembre de 2014, Balachander fue ingresado en el Hospital Kauvery de la ciudad de Chennai el 15 de diciembre. Los informes sugerían que sufría de fiebre y de una infección del tracto urinario, pero que se encontraba en proceso de recuperación. Sin embargo, el 23 de diciembre de 2014 falleció debido a complicaciones con una infección urinaria y otras dolencias relacionadas con su avanzada edad. Fue incinerado con todos los honores del estado en el crematorio de Besant Nagar al día siguiente. Le sobreviven dos de sus tres hijos. Su esposa murió el 24 de noviembre de 2018, a los ochenta y cuatro años.
Balachander es distinguido como uno de los mejores directores en la historia del cine indio. Es conocido por introducir nuevas caras en la industria cinematográfica, impulsando las carreras de más de cien actores en idiomas como tamil, télugu y canarés. El cineasta tuvo largas asociaciones con algunos artistas veteranos de la industria cinematográfica del sur de la India como Gemini Ganesan, Sowcar Janaki, Nagesh y Muthuraman. Aunque no fue él quien los descubrió, jugó un papel prominente en la formación de sus carreras a través de sus películas.

## Filmografía
| Año  | Título                   | Idioma  | Director | Guionista | Actor |
| ---- | ------------------------ | ------- | -------- | --------- | ----- |
| 1964 | Dheiva Thaai             | Tamil   | No       | Sí        | No    |
| 1964 | Server Sundaram          | Tamil   | No       | Sí        | No    |
| 1965 | Poojaikku Vandha Malar   | Tamil   | No       | Sí        | No    |
| 1965 | Neerkumizhi              | Tamil   | Sí       | Sí        | No    |
| 1965 | Neela Vanam              | Tamil   | No       | Sí        | No    |
| 1965 | Naanal                   | Tamil   | Sí       | Sí        | No    |
| 1966 | Major Chandrakanth       | Tamil   | Sí       | Sí        | No    |
| 1967 | Bama Vijayam             | Tamil   | Sí       | Sí        | No    |
| 1967 | Anubavi Raja Anubavi     | Tamil   | Sí       | Sí        | No    |
| 1968 | Bhale Kodallu            | Télugu  | Sí       | Sí        | No    |
| 1968 | Thamarai Nenjam          | Tamil   | Sí       | Sí        | No    |
| 1968 | Teen Bahuraniyan         | Hindi   | No       | Sí        | No    |
| 1968 | Sukha Dukhalu            | Télugu  | No       | Sí        | No    |
| 1968 | Ethir Neechal            | Tamil   | Sí       | Sí        | No    |
| 1969 | Poova Thalaiya           | Tamil   | Sí       | Sí        | No    |
| 1969 | Sattekalapu Satteya      | Télugu  | Sí       | Sí        | No    |
| 1969 | Iru Kodugal              | Tamil   | Sí       | Sí        | No    |
| 1969 | Chiranjeevi              | Télugu  | No       | Sí        | No    |
| 1970 | Patham Pasali            | Tamil   | Sí       | Sí        | No    |
| 1970 | Sambarala Rambabu        | Télugu  | No       | Sí        | No    |
| 1970 | Bheekara Nimishangal     | Malabar | No       | Sí        | No    |
| 1970 | Ethiroli                 | Tamil   | Sí       | Sí        | No    |
| 1970 | Navagraham               | Tamil   | Sí       | Sí        | No    |
| 1970 | Kaaviya Thalaivi         | Tamil   | Sí       | Sí        | No    |
| 1971 | Naangu Suvargal          | Tamil   | Sí       | Sí        | No    |
| 1971 | Nootrukku Nooru          | Tamil   | Sí       | Sí        | No    |
| 1971 | Main Sunder Hoon         | Hindi   | No       | Sí        | No    |
| 1971 | Bomma Borusa             | Télugu  | Sí       | Sí        | No    |
| 1971 | Moogabrama               | Télugu  | No       | Sí        | No    |
| 1971 | Punnagai                 | Tamil   | Sí       | Sí        | No    |
| 1971 | Lakhon Mein Ek           | Hindi   | No       | Sí        | No    |
| 1972 | Kanna Nalama             | Tamil   | Sí       | Sí        | No    |
| 1972 | Aaradimanninte Janmi     | Malabar | No       | Sí        | No    |
| 1972 | Haar Jeet                | Hindi   | No       | Sí        | No    |
| 1972 | Velli Vizha              | Tamil   | Sí       | Sí        | No    |
| 1973 | Arangetram               | Tamil   | Sí       | Sí        | No    |
| 1973 | Sollathaan Ninaikkiren   | Tamil   | Sí       | Sí        | No    |
| 1974 | Aval Oru Thodar Kathai   | Tamil   | Sí       | Sí        | No    |
| 1974 | Naan Avanillai           | Tamil   | Sí       | Sí        | No    |
| 1974 | Jeevitha Rangam          | Télugu  | No       | Sí        | No    |
| 1975 | Apoorva Raagangal        | Tamil   | Sí       | Sí        | No    |
| 1976 | Manmadha Leelai          | Tamil   | Sí       | Sí        | No    |
| 1976 | Anthuleni Katha          | Télugu  | Sí       | Sí        | No    |
| 1976 | Moondru Mudichu          | Tamil   | Sí       | Sí        | No    |
| 1976 | Thoorpu Padamara         | Telugu  | No       | Sí        | No    |
| 1977 | Avargal                  | Tamil   | Sí       | Sí        | No    |
| 1977 | Pattina Pravesam         | Tamil   | Sí       | Sí        | No    |
| 1977 | Aaina                    | Hindi   | Sí       | Sí        | No    |
| 1978 | Nizhal Nijamagiradhu     | Tamil   | Sí       | Sí        | No    |
| 1978 | Maro Charitra            | Télugu  | Sí       | Sí        | No    |
| 1978 | Thappu Thalangal         | Tamil   | Sí       | Sí        | No    |
| 1978 | Thappida Thala           | Canarés | Sí       | Sí        | No    |
| 1978 | Balapareekshanam         | Malabar | No       | Sí        | No    |
| 1979 | Ninaithale Inikkum       | Tamil   | Sí       | Sí        | No    |
| 1979 | Andamaina Anubhavam      | Télugu  | Sí       | Sí        | No    |
| 1979 | Nool Veli                | Tamil   | Sí       | Sí        | No    |
| 1979 | Guppedu Manasu           | Télugu  | Sí       | Sí        | No    |
| 1979 | Idi Katha Kaadu          | Télugu  | Sí       | Sí        | No    |
| 1979 | Kazhukan                 | Télugu  | Sí       | Sí        | No    |
| 1980 | Varumayin Niram Sivappu  | Tamil   | Sí       | Sí        | No    |
| 1981 | Aakali Rajyam            | Télugu  | Sí       | Sí        | No    |
| 1981 | Adavaalu Meeku Joharulu  | Télugu  | Sí       | Sí        | No    |
| 1981 | Enga Ooru Kannagi        | Tamil   | Sí       | Sí        | No    |
| 1981 | Tholikodi Koosindi       | Télugu  | Sí       | Sí        | No    |
| 1981 | Thillu Mullu             | Tamil   | Sí       | Sí        | No    |
| 1981 | Thaneer Thaneer          | Tamil   | Sí       | Sí        | No    |
| 1981 | Ek Duuje Ke Liye         | Hindi   | Sí       | Sí        | No    |
| 1981 | 47 Natkal                | Tamil   | Sí       | Sí        | No    |
| 1981 | 47 Rojulu                | Télugu  | Sí       | Sí        | No    |
| 1982 | Agni Sakshi              | Tamil   | Sí       | Sí        | No    |
| 1983 | Benkiyalli Aralida Hoovu | Canarés | Sí       | Sí        | No    |
| 1983 | Poikkal Kudhirai         | Tamil   | Sí       | Sí        | No    |
| 1983 | Zara Si Zindagi          | Hindi   | Sí       | Sí        | No    |
| 1983 | Kokilamma                | Télugu  | Sí       | Sí        | No    |
| 1984 | Ek Nai Paheli            | Hindi   | Sí       | Sí        | No    |
| 1984 | Achamillai Achamillai    | Tamil   | Sí       | Sí        | No    |
| 1984 | Eradu Rekhegalu          | Canarés | Sí       | Sí        | No    |
| 1985 | Kalyana Agathigal        | Tamil   | Sí       | Sí        | No    |
| 1985 | Sindhu Bhairavi          | Tamil   | Sí       | Sí        | No    |
| 1985 | Mugila Mallige           | Canarés | Sí       | Sí        | No    |
| 1985 | Idanilangal              | Malabar | No       | Sí        | No    |
| 1986 | Sundara Swapnagalu       | Canarés | Sí       | Sí        | No    |
| 1986 | Punnagai Mannan          | Tamil   | Sí       | Sí        | No    |
| 1987 | Manathil Uruthi Vendum   | Tamil   | Sí       | Sí        | No    |
| 1988 | Rudraveena               | Télugu  | Sí       | Sí        | No    |
| 1988 | Unnal Mudiyum Thambi     | Tamil   | Sí       | Sí        | No    |
| 1989 | Pudhu Pudhu Arthangal    | Tamil   | Sí       | Sí        | No    |
| 1990 | Oru Veedu Iru Vasal      | Tamil   | Sí       | Sí        | No    |
| 1991 | Azhagan                  | Tamil   | Sí       | Sí        | No    |
| 1992 | Vaaname Ellai            | Tamil   | Sí       | Sí        | No    |
| 1992 | Dilon Ka Rishta          | Hindi   | Sí       | Sí        | No    |
| 1993 | Jathi Malli              | Tamil   | Sí       | Sí        | No    |
| 1994 | Duet                     | Tamil   | Sí       | Sí        | No    |
| 1996 | Kalki                    | Tamil   | Sí       | Sí        | Sí    |
| 2001 | Paarthale Paravasam      | Tamil   | Sí       | Sí        | No    |
| 2002 | Kadhal Virus             | Tamil   | No       | No        | Sí    |
| 2006 | Poi                      | Tamil   | Sí       | Sí        | Sí    |
| 2008 | Kuselan                  | Tamil   | No       | No        | Sí    |
| 2010 | Rettaisuzhi              | Tamil   | No       | No        | Sí    |
| 2014 | Ninaithathu Yaaro        | Tamil   | No       | No        | Sí    |
| 2015 | Uthama Villain           | Tamil   | No       | No        | Sí    |